# Nova Boa Vista
Nova Boa Vista là một đô thị thuộc bang Rio Grande do Sul, Brasil. Đô thị này có diện tích 94,24 km², dân số năm 2007 là 2105 người, mật độ 22,34 người/km².